# Риджсайд (Теннессі)
Риджсайд (англ. Ridgeside) — місто (англ. city) в США, в окрузі Гамільтон штату Теннессі. Населення — 446 осіб (2020).

## Географія
Риджсайд розташований за координатами 35°2′6″ пн. ш. 85°14′49″ зх. д. / 35.03500° пн. ш. 85.24694° зх. д. (35.035101, -85.246888).  За даними Бюро перепису населення США в 2010 році місто мало площу 0,43 км², уся площа — суходіл.

## Демографія
Згідно з переписом 2010 року, у місті мешкало 390 осіб у 145 домогосподарствах у складі 116 родин. Густота населення становила 912 осіб/км².  Було 160 помешкань (374/км²).
Расовий склад населення:
| - 90,8 % — білих - 6,4 % — чорних або афроамериканців - 1,0 % — азіатів - 0,3 % — корінних американців |

До двох чи більше рас належало 1,5 %. Частка іспаномовних становила 1,0 % від усіх жителів.
За віковим діапазоном населення розподілялося таким чином: 25,1 % — особи молодші 18 років, 58,2 % — особи у віці 18—64 років, 16,7 % — особи у віці 65 років та старші. Медіана віку мешканця становила 46,3 року. На 100 осіб жіночої статі у місті припадало 95,0 чоловіків;  на 100 жінок у віці від 18 років та старших — 86,0 чоловіків також старших 18 років.
Середній дохід на одне домашнє господарство  становив 135 139 доларів США (медіана — 102 500), а середній дохід на одну сім'ю — 142 759 доларів (медіана — 103 750). Медіана доходів становила 80 000 доларів для чоловіків та 52 308 доларів для жінок. За межею бідності перебувало 4,1 % осіб, у тому числі 7,9 % дітей у віці до 18 років та 0,0 % осіб у віці 65 років та старших.
Цивільне працевлаштоване населення становило 250 осіб. Основні галузі зайнятості: освіта, охорона здоров'я та соціальна допомога — 26,8 %, науковці, спеціалісти, менеджери — 12,0 %, виробництво — 10,0 %.